# 모리걸
모리걸(일본어: 森ガール)은 환상적인 맥락에서 숲 속에서 있을 것만 같은 소녀 이미지의 패션이다.

## 같이 보기
- MEG (가수)